# A. & J. Inglis

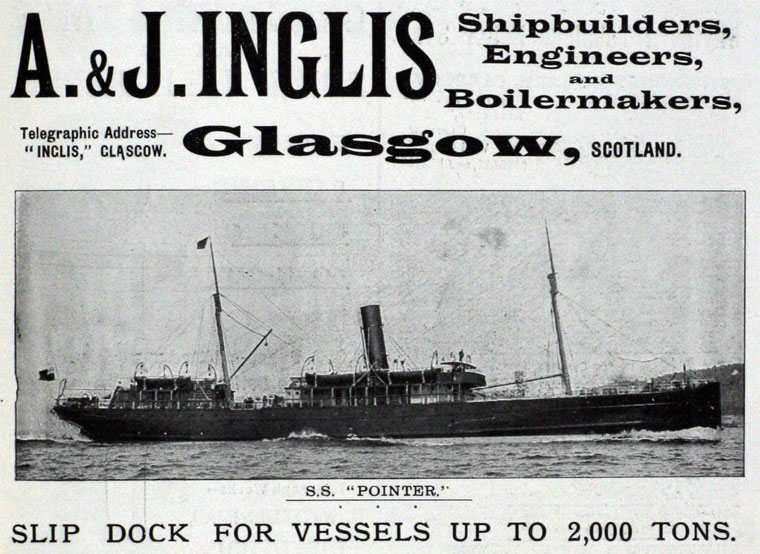
A. & J. Inglis – Schiffbau, Ingenieurswesen und Kesselbau, Glasgow, Scotland. Dampfschiff Pointer. Slip-Dock für Schiffe bis 2.000 t.

Das Schiffbauunternehmen A. & J. Inglis aus Glasgow betrieb die Pointhouse-Werft und die Maschinenbauabteilung Whitehall Engine Works. A. & J. Inglis bestand von 1847 bis 1963.

## Geschichte

### Die ersten 50 Jahre
Die Brüder Anthony und John Inglis gründeten ihr Unternehmen 1847, um Maschinenbau zu betreiben. 1862 eröffneten sie ihre erste Werft, Pointhouse Ship Yard. Von Anfang an baute die Werft eiserne Dampf- und Segelschiffe für britische, deutsche, amerikanische und andere Reedereien. Anthony Inglis starb 1884, woraufhin sein Sohn John Inglis seine Position übernahm. Die Bauliste der 1880er Jahre setzte sich aus 18 großen Tankern für die Standard Oil Company und zwölf großen Linienfrachtschiffen für die British India Steam Navigation Company, gefolgt von einer Reihe kleinerer Küstenschiffe zusammen. 1894 stellte die Werft ihr Dampfschiff Taroba auf der Weltausstellung in Antwerpen aus.

### Jahrhundertwende bis zum Krieg

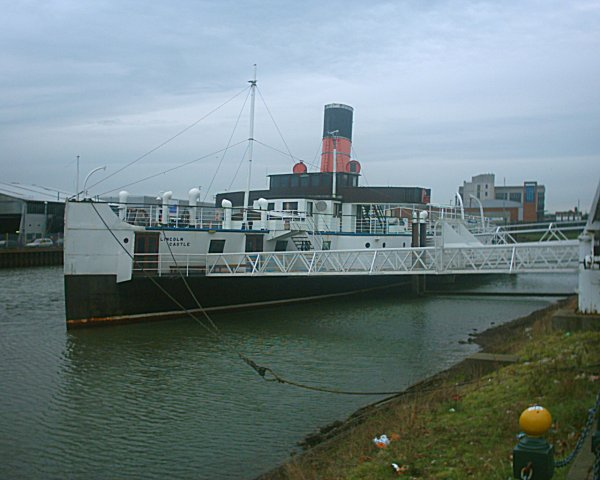
Der 1940 gebaute Raddampfer Lincoln Castle

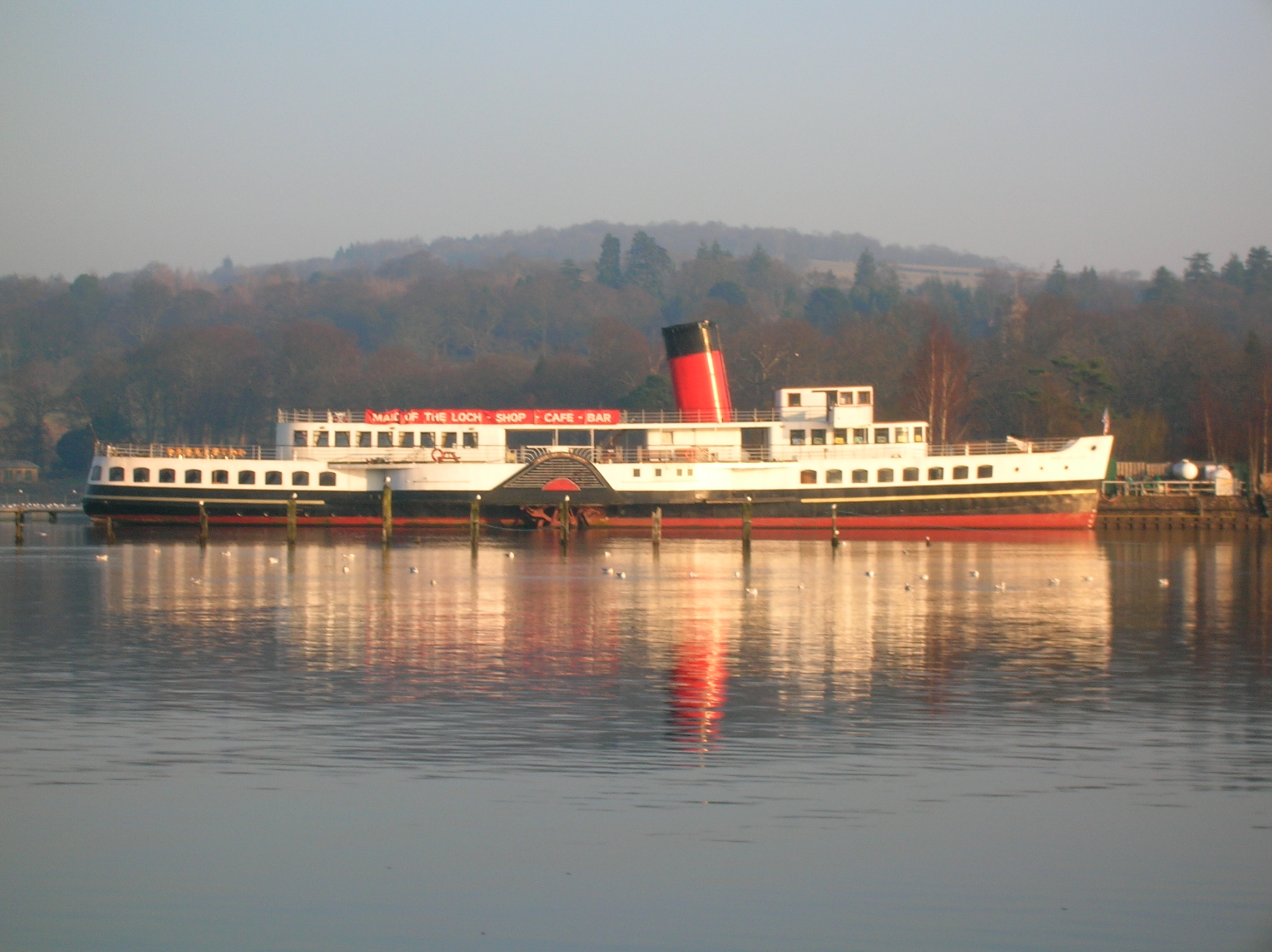
Der 1953 gebaute Raddampfer Maid of the Loch

1905 wurde das Unternehmen in eine Limited-Gesellschaft umgewandelt. Zu dieser Zeit befasste sich die Werft vor allem mit der Herstellung von Clyde-Raddampfern für die North British Railway. Das Jahr 1907 brachte einen Höhepunkt, als Inglis als erste zivile Werft zum Bau der Königlichen Yacht, Alexandra für König Edward VII. ausgewählt wurde. Im darauffolgenden Jahr baute man mit der Vanadis eine weitere Yacht. Die 93 Meter lange Dampfyacht mit Schoonertakelung wurde nach Entwürfen von Tams, Lemoine & Crane gebaut. Im Jahr 1910 lief der italienische Fahrgastdampfer Tavolara mit der Baunummer 292 vom Stapel. Im selben Jahr bestellte die Reederei Buchanan Streamers einen im Vergleich zu anderen Schiffen der viktorianischen Zeit sehr konservativ gebauten Raddampfer Eagle III. Er erreichte eine Geschwindigkeit von 16,5 kn, aber entwickelte auf der Jungfernfahrt eine solche Krängung, dass eines der Paddelräder aus dem Wasser gehoben wurde. Das Schiff wurde zu seinen Erbauern bei A. & J. Inglis zurückgebracht, die ihren Rumpf komplett umbauten und das Schiff im März 1911 zum zweiten Mal vom Stapel ließen. Ab 1911 orderte die britische Admiralität eine Reihe von Zerstörern und Minensuchern bei Inglis, was zu weiteren Aufträgen im kommenden Krieg führen sollte.

### Zwei Weltkriege
Bei Kriegsanfang 1914 hatte die Werft 1500 Mitarbeiter. Während der Kriegsjahre setzte sie in der Hauptsache die Produktion von Bauaufträgen der Admiralität fort. Im Jahr 1917 übernahm die Belfaster Werft Harland & Wolff die Anteilsmehrheit von Inglis, beließ die Werft aber als unabhängiges Unternehmen bestehen. Diese setzte nach Kriegsende ihr Bauprogramm von Personenfähren, Kabellegern und Küstenfrachtern, darunter auch besondere Glattdeckschiffe für südamerikanische Rechnung, fort.
In den 1930er Jahren geriet die Werft mangels Aufträgen aufgrund der Weltwirtschaftskrise in Schwierigkeiten. Vor diesem Hintergrund ist der Bau des weltweit ersten direktwirkenden dieselelektrischen Rad„dampfers“ im Jahr 1935, der Talisman, umso bemerkenswerter.
Während des Zweiten Weltkriegs entstanden elf Korvetten, neun Trawler, eine größere Anzahl Standard-Küstenfrachter und -tanker sowie eine Humberfähre. Auch die Waverley entstand in dieser Zeit; der Raddampfer mit zwei Schornsteinen ist bis heute als Touristenattraktion auf dem Clyde in Fahrt.

### Nachkriegsjahre und Ende der Werft
Nach dem Ende des Zweiten Weltkriegs baute Inglis 14 Walfänger für norwegische Abnehmer. Darüber hinaus erstellte die Werft Schlepper, Küstenmotorschiffe, Abwehrboote und immer noch einige Raddampfer. Ein heute noch erhaltener Raddampfer dieser Epoche ist die 1953 gebaute Maid of the Loch.
Im Jahr 1963 schloss die traditionsreiche Werft ihre Pforten. Das Gelände wurde von der Glasgow Corporation aufgekauft, die Werft abgebrochen und das Areal für Handelszwecke weitergenutzt.

## Eine Auswahl bekannter Schiffe von A. & J. Inglis
- Baunummer 14: Die Cawarra war ein 1864 in Dienst gestelltes australisches Passagierschiff, das am 12. Juli 1866 im Hafen von Newcastle in einem schweren Sturm kenterte und sank. Von den 62 Menschen an Bord überlebte nur einer. Der Untergang der Cawarra zählt zu den bis heute schwersten Schiffsunglücken in der Geschichte von New South Wales.

- Baunummer 160: Die Camorta war ein 1881 in Dienst gestelltes Passagierschiff der britischen Reederei British India Steam Navigation Company, das Passagiere, Post und Fracht zwischen verschiedenen Häfen in Britisch-Indien transportierte. Am 6. Mai 1902 geriet das Schiff in den Baragua Flats nahe der Mündung des Flusses Irrawaddy in einen Zyklon und sank. Alle 739 Menschen an Bord kamen dabei ums Leben.

- Baunummer 280: Die britische königliche Yacht Alexandra wurde 1907 von der Werft A. & J. Inglis in Glasgow, Schottland gebaut und lief im Jahr 1908 vom Stapel.

- Baunummer 292: Der italienische Fahrgastdampfer Limbara lief im Mai 1910 unter dem Namen Tavolara vom Stapel. Er wurde 1910 in Terranova und 1928 in Limbara umbenannt.[2] Das Schiff wurde während des Zweiten Weltkrieges umgebaut und am 1. Februar 1944 als deutsches Lazarettschiff Innsbruck für 84 Patienten in Dienst gestellt. Das Schiff wurde am 9./10. Juni 1944 durch einen Fliegerangriff an der Mole von Triest versenkt. Das Wrack wurde 1946 gehoben, repariert und von der Reederei Tirrenia di Navigazione in Genua bis zur Verschrottung im Januar 1964 betrieben.

- Baunummer 306: Die Sir Harvey Adamson war ein Passagierschiff der British India Steam Navigation Company, das 1947 mit 269 Menschen an Bord an der Küste von Burma spurlos verschwand und bis heute nicht entdeckt wurde.